# Eurosprinter
Eurosprinter (marknadsfört som EuroSprinter) är en familj av ellok konstruerade av Siemens Mobility för den europeiska marknaden. EuroSprinter-serien inkluderar flera olika loktyper med grundbeteckningen ES64, där ES står för Eurosprinter och 64 för lokets effekt, 6400 kW. De tre huvudsakliga underbeteckningarna är P (Prototyp), F (Freight) och U (Universal). Utöver dessa underbeteckningar tillkommer även en siffra, 2 eller 4 beroende på hur många olika elsystem loket kan köras på.

## Utveckling

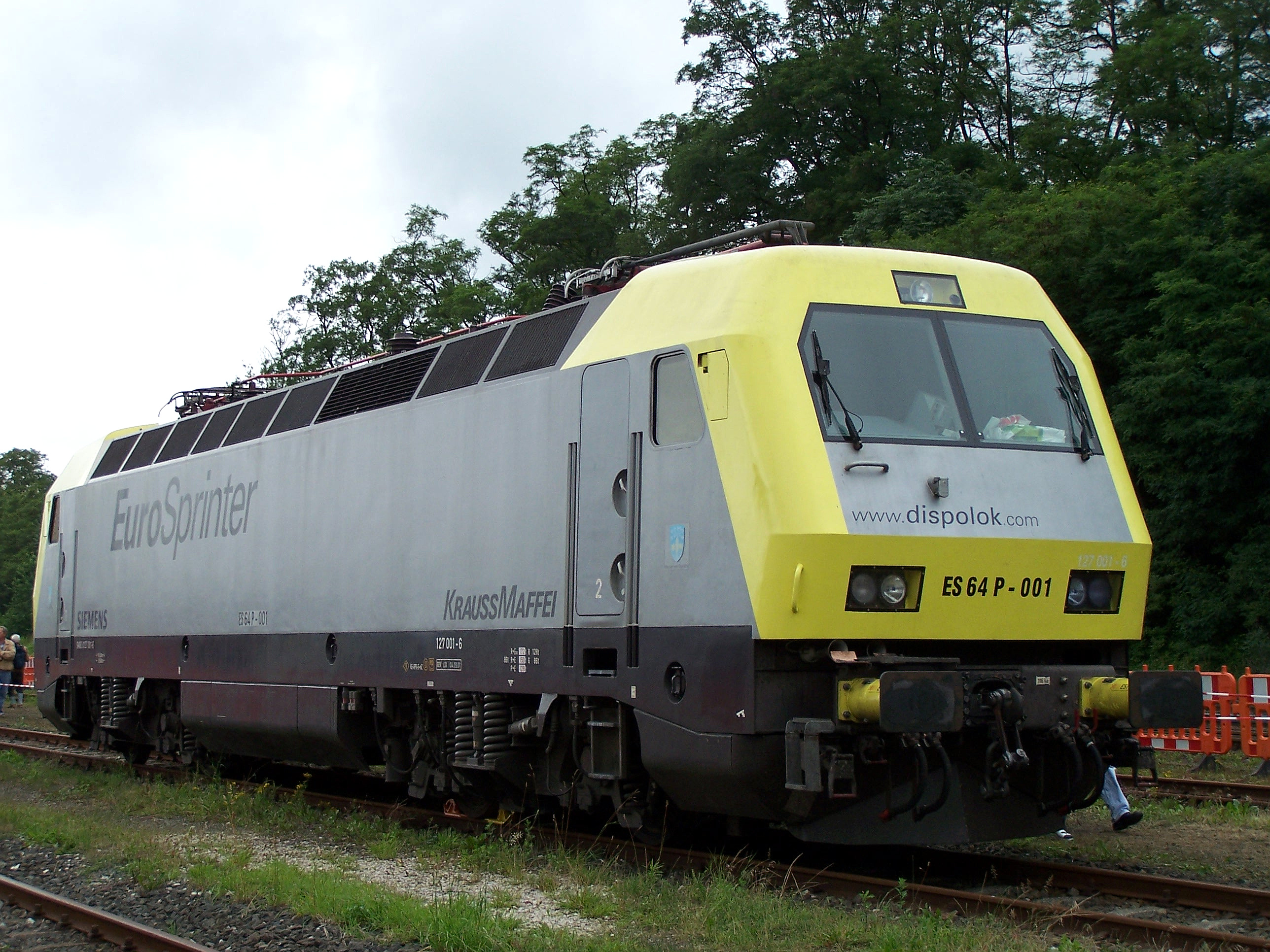
Prototypen ES64P

Den första prototypen ES64P färdigställdes 1992, då DB förväntades lägga en stor order på nya ellok för att ersätta de äldre så kallade Einheits-lokomotiven. Prototypen var visuellt och tekniskt väldigt likt det spanska loket Renfe 252 och det portugisiska loket Comboios de Portugal 5600. Dessa två lok var utvecklade ur det äldre BR 120, som redan användes av DB. Prototypen kom att testas i ett flertal europeiska länder, däribland Tyskland, Spanien, Portugal och Norge. Prototypen fick beteckningen Baureihe 127 av DB. Prototypen hamnade efter testningen hos det då av Siemens ägda Dispolok, en lokpool för uthyrning av lok.  

## Standardvarianter

### ES64F

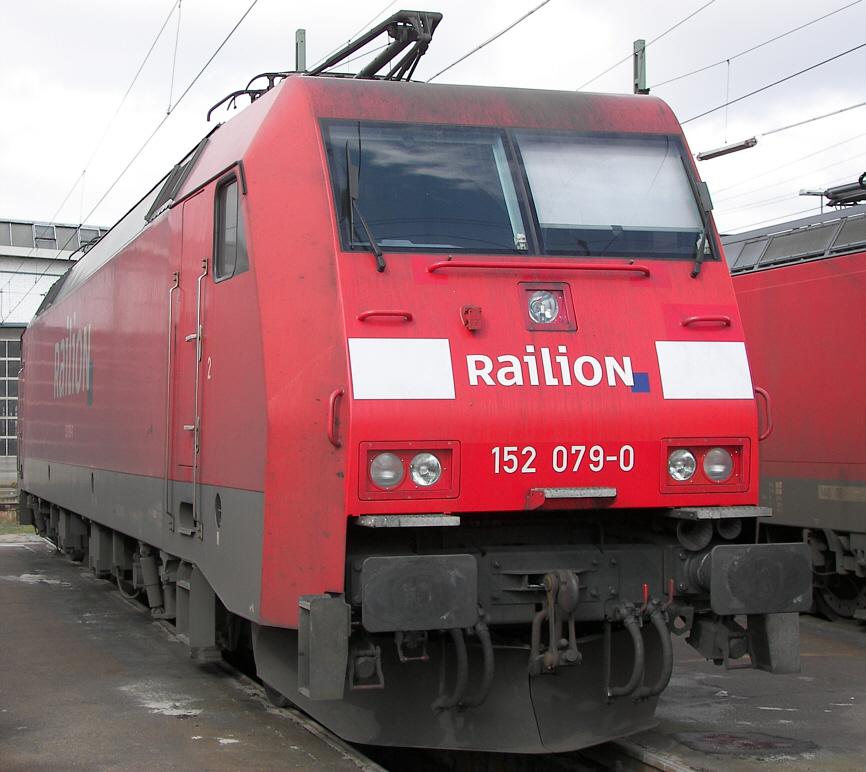
Ett ES64F (DB Baureihe 152) tillhörande DB Railion

ES64F är ett eldrivet godstågslok med en effekt på 6400 kW och en toppfart på 140 km/h. ES64F används uteslutande för godståg, men har den utrustning som krävs för att dra passagerartåg. Typen togs först i tjänst av DB 1996, där den fick beteckningen Baureihe 152. BR 152 skulle huvudsakligen ersätta de äldre loktyperna BR 150 och BR 151. Den ursprungliga beställningen som DB lade på 195 lok kom att reduceras till 170 stycken lok, då österrikiska ÖBB inte godkände typen för användning i Österrike. DB konverterade därför beställningen på de 25 sista loken till ES64U2.
I och med införandet av BR 152 övergav DB den axelföljden Co'Co' som använts på BR 150 och BR 151. Den huvudsakliga anledningen till detta var att man ansåg att lokets styrsystem skulle förhindra spinn på hjulen.  

### ES64F4

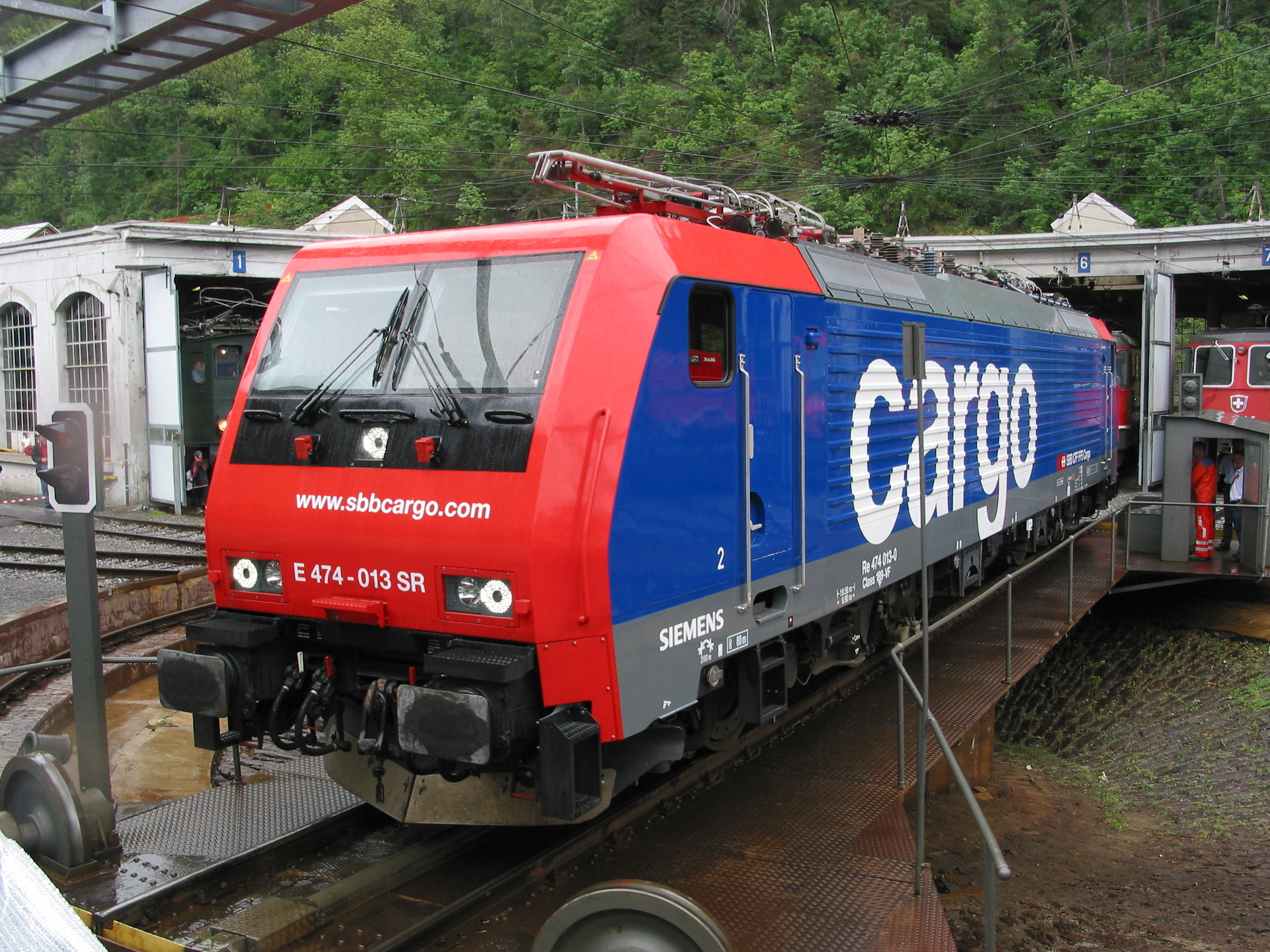
Ett ES64F4 (RE 474) tillhörande SBB Cargo

ES64F4 är väldigt likt ES64F, med samma topphastighet och effekt. Den stora skillnaden mellan de två loktyperna är att ES64F4 kan köras under de fyra vanligaste europeiska strömsystemen. Loket kan dock på grund av platsbrist endast ha ett fåtal säkerhetssystem installerade samtidigt. Rent visuellt skiljer sig ES64F4 från ES64F då lokets sidor har ett flertal horisontella streck mellan dörrarna (se bild). Loktypen används i flera länder, huvudsakligen Tyskland och Schweiz men även Sverige. Typen används i Tyskland av DB under beteckningen Baureihe 189. Loket benämns RE 474 av Schweiziska SBB. Loket används även av Hectorrail som har 2 lok, dessa lok benämns 441. 

### ES64U
ES64U är ett universallok utvecklat ur Eurosprinter-konceptet, effekten är samma som på alla tidigare lok 6400 kW. Visuellt så skiljer sig ES64U väldigt mycket från ES64F/ES64F4, då hela kroppen på loket är helt ny. ES64U har även till skillnad från sina föregångare en betydligt högre topphastighet på 230 km/h. ES64U kan enbart köras under 15 kV 16.7 Hz AC. ES64U används enbart av ÖBB med beteckningen 1016. ÖBB har även gett loktypen smeknamnet Taurus vilket numera är ett vedertaget smeknamn på alla lok i ES64U-familjen. Loket används både till godståg och passagerartåg av ÖBB.
ES64U2 är nästintill identiskt med ES64U, och den enda skillnaden mellan typerna är att ES64U2 kan köras på 25 kV 50 Hz AC utöver 15 kV 16.7 Hz AC. Typen används även för att dra ÖBB:s flaggskepp, Railjet. ES64U2 benämns 1116 av ÖBB, Baureihe 182 av DB, samt 242 av Hectorrail.

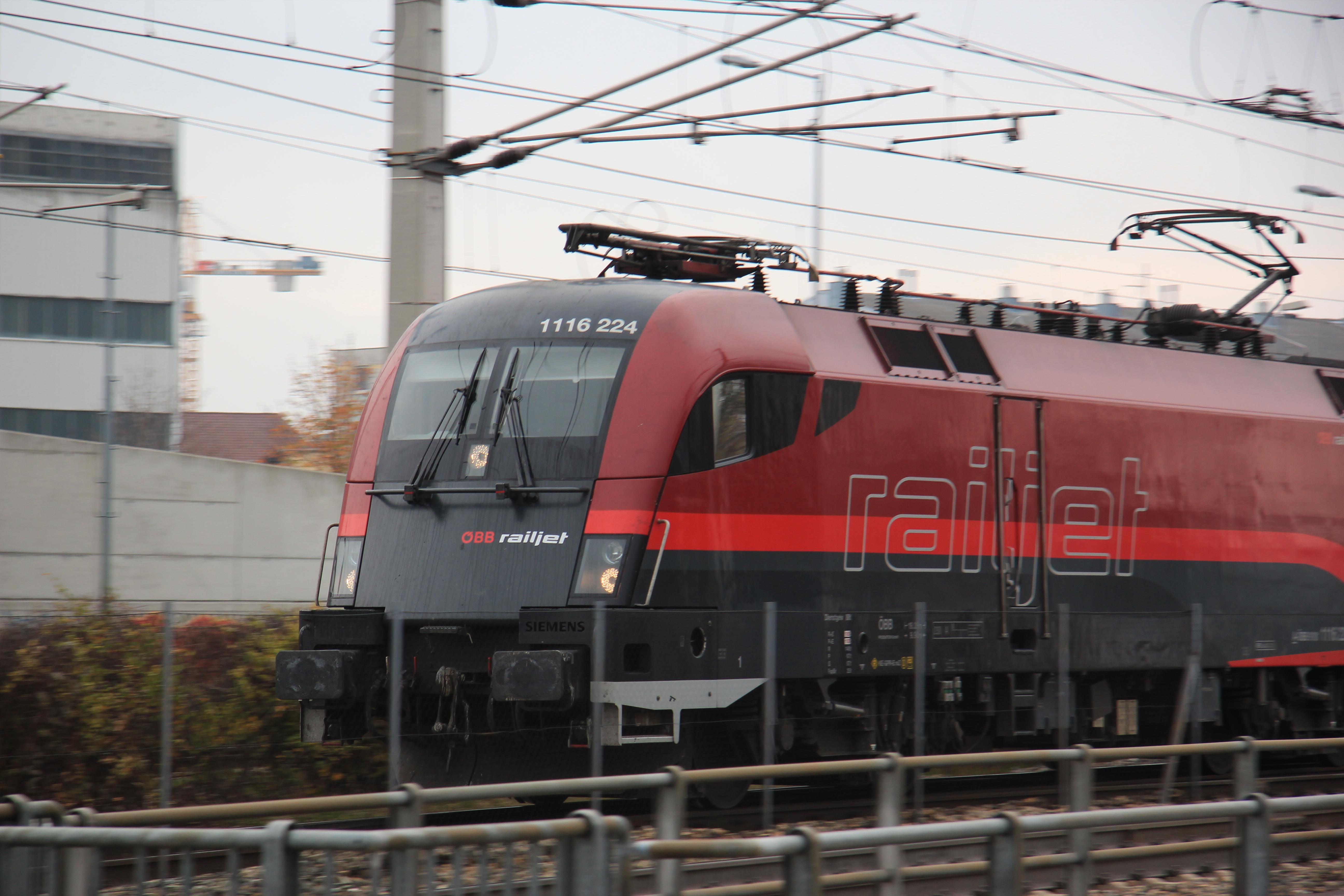
Ett ES64U2 (1116) drar ett Railjettåg

ES64U4 är även det visuellt identiskt med övriga ES64U, men kan precis som ES64F4 köras under de fyra vanligaste strömsystemen i Europa. ES64U4 delar en stor del av sin elektronik med ES64F4. ES64U4 benämns 1216 av både ÖBB och CD. Något som alla ES64U-lok har gemensamt är det distinkta saxofonliknande ljudet som lokets strömriktare avger när loket börjar röra på sig.

Den 2 september 2006 satte loket ÖBB 1216 025-5 innan leverans till ÖBB världsrekordet i hastighet för konventionella ellok. Loket lyckades uppnå en hastighet av 357 km/h under tester utanför Nürnberg. Loket var under rekordet helt omodifierat jämfört med leveransstandard.

## Besläktade lok

### Comboios de Portugal 4700
Även benämnda som ES46B1. Har en effekt på 4700 kW och en topphastighet på 140 km/h. De 25 loken används nästintill uteslutande i godståg. Loken är byggda för den bredare portugisiska spårvidden, 1668 mm.

### NBMS/SNCB HLE 18
Även kallad ES60U3. De 120 byggda loken har Siemens nya förarhytt och nya boggier vilket ger en lägre effekt på 6000 kW. Loken har en topphastighet på 200 km/h och används uteslutande för passagerartåg.

### TRAINOSE 120
TRAINOSE 120 var det första elloket att användas i Grekland. Mellan 1996 och 2001 byggdes totalt 30 lok Loket är baserat på prototypen till Eurosprinter ES64P men med mindre effekt, 5000 kW, och ett annat strömsystem, 25 kV. Loket har fått smeknamnet Hellas Sprinter.  

### China Railways DJ1
Det kinesiska järnvägsministeriet beställde 1997 20 stycken lok av typen DJ1. DJ1 är ett samarbete mellan Siemens och det kinesiska företaget Zhuzhou electric, där Eurosprinter var grunden för designen. Varje lok har 8 axlar fördelat på två halvor, loket består i princip av två lokhalvor med 4 axlar vardera.

### China Railways HXD1
Efterföljaren till DJ1, från början kallad DJ4. Högre effekt och dragkraft, för att kunna dra tyngre tåg. Används huvudsakligen på Daqin-järnvägen i Kina.

### Korail 8100, 8200
Sedan år 2000 har Korail byggt lok av typen ES64F för att ersätta de äldre loken av klassen 8000. Korail 8000 loken är starka men deras topphastighet på 85 km/h är alldeles för låg för att de ska kunna dra passagerartåg. Hittills har 85 lok tillverkats, 2 stycken 8100 och 83 stycken 8200.

## Vidareutvecklingar
2010 presenterade Siemens efterföljaren till Eurosprinter- och Eurorunner-familjerna, Vectron. Vectron har tagit teknik och design från både Eurosprinter och Eurorunner. Trots att en ersättare presenterats fortsätter Siemens att erbjuda Eurosprinter.